# Istvánfölde
Istvánfölde (1890-ig Stefanföld, szerbül Крајишник / Krajišnik, korábban Шупљаја / Šupljaja, németül Stefansfeld) falu Szerbiában, a Vajdaságban, a Közép-bánsági körzetben.

## Fekvése
Módostól 10 km-re nyugatra fekszik, közigazgatásilag Torontálszécsányhoz tartozik.

## Története
1910-ben 2445 lakosából 2334 német (95,5%), 71 magyar (2,9%), 22 román, 1 szerb és 7 egyéb volt.
A trianoni békeszerződésig Torontál vármegye Módosi járásához tartozott.
1935-ben a falunak 2000-nél több katolikus híve volt, 1944-ben a német és magyar lakosságot elhurcolták, 1948-ban a szerbek a templomot lerombolták.

## Népesség

### Demográfiai változások
| 1948 | 1953 | 1961 | 1971 | 1981 | 1991 | 2002 | 2011 |
| ---- | ---- | ---- | ---- | ---- | ---- | ---- | ---- |
| 3926 | 3733 | 3357 | 2712 | 2495 | 2428 | 2241 | 1719 |

## Híres emberek
- Itt született 1878. november 18-án Radocsay László igazságügyminiszter, Győr, Komárom és Esztergom vármegyék főispánja
- Itt született 1902-ben Erdey Dezső szobrászművész